# 교류전용차
교류전용차는 교류만을 사용하여 움직이는 전기기관차와 전동차를 일컫는 단어이다.

## 설명
교류전용차는 교류만을 이용하여 움직이는 전동차이기 때문에 직류 구간에서 필요한 장치인 직류의 변압기가 없으며 주회로차단기(MCB)도 오직 교류 구간만 운영이 되게 설정되어 있다. 그래서 교류전용차는 교직겸용차와 직류전용차와 달리 직류 구간을 운행하는 것은 불가능하다. 한국철도공사에서 운영하는 고속열차인 KTX를 비롯하여 각국의 고속열차들은 모두 교류전용차로 운영된다. 전기기관차의 경우는 대한민국에선 모두 교류전용차이며 전동차는 321000호대, 331000호대 전동차, 351000호대 전동차, 361000호대 전동차, 371000호대 전동차, 381000호대 전동차, 한국철도공사 391000호대 전동차, ITX-새마을, ITX-청춘, 누리로, EEC 등이 모두 교류전용차인 전동차이다. 이외에 교류전용차는 일본, 프랑스, 독일 등등으로 교류구간으로 전철화된 철도를 보유한 국가들에서도 교류전용차인 전기기관차나 전동차를 운영하고 있다.

## 같이 보기
- 전기기관차
- 전동차
- 기차
- 교직겸용차
- 직류전용차
- 교류
- 직류
- 전기